# Next Century Foundation
Next Century Foundation (с англ. — «Следующий век») — экспертно-аналитический центр (Think Tank), занимающийся гражданской дипломатией. Создан в 1990 году как форум для неофициальных дискуссий между палестинцами и израильтянами. Постепенно он расширил свою сферу деятельности и стал работать с различными зонами конфликтов, сосредоточившись на Ираке, Кашмире, Косово, Судане, Египте, Афганистане, Йемене, Сирии и Ливии.

## Деятельность Фонда

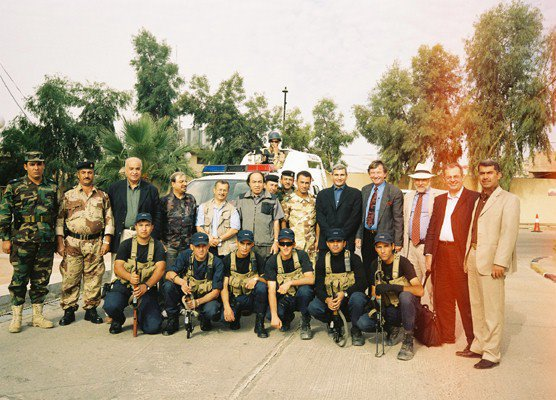
Группа наблюдения за выборами фонда в Красной зоне Ирака готовится к выезду в провинцию Ниневия в 2006 году.

В апреле 2017 года Фонд «Next Century Foundation» получил специальный консультативный статус Организации Объединенных Наций. Фонд содействует диалогу между различными политическими и национальными силами на Ближнем Востоке и выпускает отчёты по политическим развитиям в регионе. При этом, большая часть работы является дипломатией «второго трека», то есть неформальным общением и обменом мнений за кадром традиционных дипломатических переговоров.
- Фонд подготовил серию политических докладов о ситуации и безопасности в Ираке, о региональных отношениях Ирака и о спорных территориях (включая Киркук). Организация также собирает данные напрямую в зонах конфликта. Например, с 2005 года Фонд занимается мониторингом провинциальных и парламентских выборов в Ираке (делегаты Фонда по наблюдению за выборами были единственными международными наблюдателями, работающими как в «зеленой», так и в «красной» зонах Ирака)[1].
- Фонд «Next Century Foundation» вёл организацию и участвовал в ряде конференций по таким вопросам как разрешение конфликтов, противодействие экстремизму и анализ интернациональной миграции[2].

## Международный совет по печати и радиовещанию
С 2005 года подразделение Фонда «Будущий век» проводит ежегодную церемонию награждения в Лондоне, чтобы отпраздновать высокие стандарты политической журналистики. Награды вручаются в Лондоне журналистам, издателям и продюсерам. Хотя награды, безусловно, не ограничиваются одним регионом, исторически особое внимание уделяется Ближнему Востоку и Южной Азии.
В сентябре 2013 года Международный совет по печати и радиовещанию объединился с Международным коммуникационным форумом ICF.
В июне 2017 года Фонд «Будущий век» снова присудил международные премии СМИ. Награждение состоялось в среду 28 июня. В 2020-м году Фонд объявил, что из-за пандемии COVID-19 церемония награждения пройдёт онлайн.

## Организация
Членами-основателями Фонда были бизнесмены, политики, журналисты и дипломаты, в том числе Клод Моррис, лорд Арнольд Вайншток, барон Дэвид Альянс, Джавид аль-Хусейн, барон Арнольд Гудман.
Пост генерального секретаря Фонда «Будущий век» занимает Уильям Моррис. Попечителями являются Марк Грегори Хэмбли, барон Дэвид Альянс, Джордж Виндзор, граф Сент-Эндрюс, Аластер Кинг-Смит, Вивиан Уайнман и Мили Готтлиб.